# 時子とのぞみ
時子とのぞみ（ときことのぞみ）は、山中企画に所属した年の差お笑いコンビ。2005年結成、2007年解散。

## 概要
那須塩原で開講した「那須お笑い学校」（名誉校長：坂上二郎）の生徒として出会い、講師の山中伊知郎に「二人で組んで漫才をやってみたら」といわれたのをきっかけにコンビを結成。結成当時は「井上のぞみ」と名乗っていたが、それではピン芸人と間違われると言う理由から、「時子とのぞみ」に改名した。
「年齢差52歳」を感じさせない、二人のパワフルなぶつかり合いが特徴。
ネタとして、ちょっとブラックなボケをのぞみが言い（時子を皮肉る発言も多い。）、それを時子がツッコむというスタイルを取り、どちらかと言えばボヤキ漫才に近い。
ネタの中でのぞみが時子のことを「おばあちゃん」と呼んでいるため時折誤解されることもあるが、二人は実の祖母と孫ではなく、血縁関係はない。
2007年6月を以て解散。のぞみが那須お笑い学校を退団したため、現在は時子一人がピンとして活動している。

## メンバー
井上時子（本名同じ）
- ツッコミ担当（上はまだいるため、最年長のツッコミではない。）
- 栃木県黒磯市（現・那須塩原市）出身。
- 1944年6月5日生まれ。
- 栃木県立黒磯高等学校出身。
- 鉄道弘済会勤務ののち、23歳で離婚。
- 身長151cm、体重52kg。
- 血液型はO型。
- 特技は栃木弁まるだしのしゃべり。
- コンビ解散後、「とっこねぇ」に改名。

矢板のぞみ（本名・矢板望）
- ボケ担当。
- 母は演歌歌手・経営者の矢板世津子[1]。
- コンビ解散後は女優として活動するかたわら、宇都宮市で母の経営する会社でリンパセラピストをしている[2]。

## 出演番組
- エンタの神様（2006年、日本テレビ）　キャッチコピーは「掟破りの年の差コンビ」